# Skillingtryck och mordballader
Skillingtryck och mordballader från 2000 är ett coveralbum av sångaren Freddie Wadling. Skivan innehåller versioner av skillingtryck och sånger med ruskiga texter. Några är 100–150 år gamla medan några, som Alfredsvisan, är nyare. Skivan kan sägas vara en uppföljare till En skiva till kaffet som kom året innan. Flera av skivans musiker spelade också i The Soundtrack of Our Lives. Johan Kugelberg var skivans producent och Wadling gjorde teckningarna i omslaget.

## Låtförteckning
1. Alfredsvisan (Georg Riedel/Astrid Lindgren) – 4:42
2. Will ni höra så ynkelig en händelse? (Hans Henric Hallbäck) – 3:52
3. Månvisa (Christina Lagerlöf) – 5:26
4. Älvsborgsvisan (tyrolermelodi/August Wilhelm Thorsson) – 3:58
5. En Irländsk ballad (Tom Lehrer/Per-Anders Boquist) – 6:26
6. Martyren (trad)  – 7:03
7. Värmlandsvisan (trad/Anders Fryxell) – 3:55
8. Jesu järnväg (trad/Joel Blomquist) – 5:19
9. Adolfs klagan (trad) – 5:41
10. Lasarettsvisan (trad) – 5:20

Alfredsvisan är kanske mer känd som Fattig bonddräng och Will ni höra så ynkelig en händelse? är även känd som Lincolnsvisan.

## Medverkande
- Freddie Wadling – sång
- Mattias Bärjed – elektrisk och akustisk gitarr
- Martin Hederos – piano, mellotron, Hammond B3, celesta, cembalo, Fender Rhodes, fiol och Korg MS10
- Kalle Gustafsson – elektrisk bas
- Fredrik Wennerlund – trummor och slagverk
- Simon Krarup Jensen – flöjt
- Andreas Ralsgård – flöjt
- Tina Ahlin – munspel
- Stina Nordenstam – sång på Värmlandsvisan
- Margareta Kjellberg – sång på Alfredsvisan
- Mattias Bäckström – sopransaxofon
- Daniel Vessby – trumpet
- Patrik Andersson – hardangerfela
- Stevie Klasson – dobro och pedal steel
- Björn Olsson – mungiga
- Sven Daren – luta
- Frälsningsarméns Hisingskår – blås